# Роум Тауншип (округ Бредфорд, Пенсільванія)
Роум Тауншип (англ. Rome Township) — селище (англ. township) в США, в окрузі Бредфорд штату Пенсільванія. Населення — 1010 осіб (2020).

## Демографія
Згідно з переписом 2010 року, у селищі мешкала 1191 особа в 457 домогосподарствах у складі 353 родин. Було 528 помешкань
Расовий склад населення:
| - 98,4 % — білих - 0,8 % — чорних або афроамериканців - 0,3 % — корінних американців - 0,1 % — азіатів |

До двох чи більше рас належало 0,4 %. Частка іспаномовних становила 0,9 % від усіх жителів.
За віковим діапазоном населення розподілялося таким чином: 24,3 % — особи молодші 18 років, 61,7 % — особи у віці 18—64 років, 14,0 % — особи у віці 65 років та старші. Медіана віку мешканця становила 41,4 року. На 100 осіб жіночої статі у селищі припадало 96,5 чоловіків;  на 100 жінок у віці від 18 років та старших — 96,9 чоловіків також старших 18 років.
Середній дохід на одне домашнє господарство  становив 75 052 долари США (медіана — 50 688), а середній дохід на одну сім'ю — 78 825 доларів (медіана — 53 083). За межею бідності перебувало 5,5 % осіб, у тому числі 8,2 % дітей у віці до 18 років та 2,0 % осіб у віці 65 років та старших.
Цивільне працевлаштоване населення становило 444 особи. Основні галузі зайнятості: виробництво — 22,3 %, освіта, охорона здоров'я та соціальна допомога — 15,5 %, роздрібна торгівля — 10,6 %, сільське господарство, лісництво, риболовля — 10,6 %.